# 安眠島
安眠島（アンミョンド）は、大韓民国忠清南道泰安郡の黄海にある島。17世紀に運河によって泰安半島 (ko:태안반도) から切り離された。面積は87㎢で、韓国の島では6番目に大きい。

## 地理

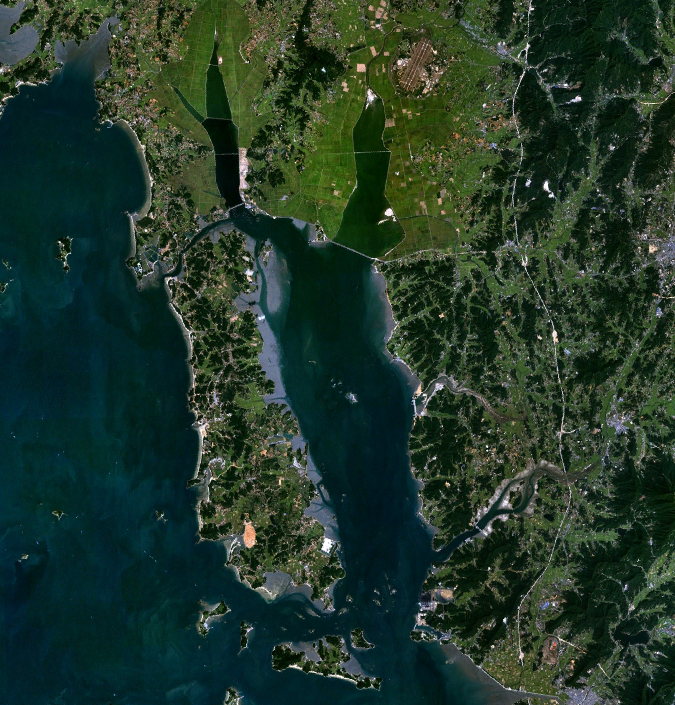
衛星画像

泰安半島の南に南北に長く伸び、東に浅水湾 (ko:천수만) が広がる。浅水湾を挟んで、対岸には北から瑞山市、洪城郡、保寧市がある。
行政上は泰安郡の南部を占める。島の大部分は安眠邑 (ko:안면읍) に、南端部が古南面 (ko:고남면) に属する。

## 歴史
高麗時代、租税用の穀物を回漕する便宜を図るため、細長い泰安半島を東西に横断する運河を開削する試みが行われたが、中断した。その後、朝鮮王朝時代の17世紀に運河が完成し、半島南部は安眠島として本土から切り離された。
1990年11月に、政府より住民との話し合いもないまま核廃棄物処分場建設計画が発表された。その後、島民あげての反対運動の結果、1993年春に白紙撤回され3月25日には勝利集会が開かれた。

## 交通
本土との間を結ぶ陸路としては、1970年に安眠橋（全長208.5m）が建設された。国道77号線が島を縦貫している。今後南側地域は保寧市と連結する国道が開設される予定。